# Interessengemeinschaft Nordpark Duisburg
Die Interessengemeinschaft Nordpark ist ein gemeinnütziger Verein in Duisburg.
In ihm haben sich Vereine, Gruppen und Initiativen sowie Anwohner und ehemalige Werksangehörige des stillgelegten Hochofenwerkes in Duisburg-Meiderich zusammengeschlossen.

## Geschichte
Sie ist aus dem Kampf um den Erhalt der 1985 stillgelegten Meidericher Eisenhütte und der das Werk umgebenden Landschaft hervorgegangen. Seit 1988, als der Ausbau des etwa 200 Hektar großen Geländes zum Landschaftspark Duisburg-Nord beschlossen wurde, arbeitet die IG Nordpark durch Vorschläge aktiv an der Planung, Gestaltung und Nutzung des Landschaftsparks Duisburg-Nord mit. Um das Gelände populär zu machen und der Bevölkerung die Chancen, die in einer Umnutzung des Geländes als Freizeitareal steckten, zu zeigen, veranstaltete die IG Nordpark jährliche Hüttenfeste, zu denen mehr als 50.000 Besucher kamen.

## Ziele
So hat sich die IG Nordpark von Anfang an für folgende Ziele eingesetzt:
- Erhalt der Hütte als Industriedenkmal
- Schaffung neuer Arbeitsplätze und alternativer Arbeitsmarktprojekte
- Verbesserung der Lebens- und Wohnsituation in den umliegenden Stadtteilen
- Erhaltung naturnaher Lebensräume für Pflanzen und Tiere

Mit ihrer Arbeit beteiligt sich die IG Nordpark an der Gestaltung des Landschaftsparks Duisburg-Nord. Damit diese Vorschläge realisiert werden, arbeitet die IG Nordpark mit der Landschaftspark Duisburg-Nord GmbH, der Betreiberin des Parks, zusammen.